# Warcraft: První střet
Warcraft: První střet (v anglickém originále Warcraft či Warcraft: The Beginning) je americký fantasy film, vycházející ze série počítačových her Warcraft a World of Warcraft, jejichž děj je zasazen do světa Azerothu. Film natočil režisér Duncan Jones, na scénáři se s ním podílel Charles Leavitt. Do kin byl snímek uveden v létě 2016.

## Příběh
Děj filmu začíná v Draenoru, domovském světě orků, jenž umírá. Warlock (česky černokněžník) Gulʼdan však sjednotil všechny orkské klany do mocné Hordy a otevřel za pomocí temné magie felu a mnoha draeneiských obětí, z nichž vysál životní sílu, Temný portál do světa Azeroth. Portál však vydržel být stabilní jen po krátkou dobu, tedy pouze pro relativně malou expediční jednotku, které sám černokněžník velí, protože k plnému zprovoznění Temného portálu a přesunu celé Hordy potřebuje velké množství obětí obyvatel Azerothu. K této jednotce se navzdory pochybnostem ohledně Gulʼdanova plánu připojil i náčelník klanu Frostwolf Durotan, jeho těhotná manželka Draka a přítel Orgrim Doomhammer. Během dimenzionálního přesunu bránou na Azeroth začne Draka rodit, jenže dítě přesun nepřežije a zemře. Gulʼdan však dítěti vdechne nový život, když vysaje život z přihlížející srny.
Během následujících dnů orkové plení mnoho lidských vesnic a unáší jejich obyvatele. Azerothem se začínají šířit zvěsti o zelených obrech napadajících lidi. Stormwindský rytíř Anduin Lothar si prohlíží mrtvoly vojáků zabitých těmito zelenými obry. V márnici též nalézá odpadlého mága Khadgara, který se sem vkradl za účelem vyšetření těl, jelikož v sobě obsahují známky magie fel. Vyzývá proto azerothského krále Llanea Wrynna, aby povolal mága Medivha, slavného strážce Tirisfalu. Král tedy posílá oba dva za Medivhem do jeho pevnosti Karazhanu, aby ho informovali o přítomnosti felu v království. Zatímco se Lothar vydal do vysoké věže za strážcem, Khadgar zůstává v obří knihovně, kde se mu zjeví záhadný duch, který mu rozzáří tetování se znakem Dalaranu a navede jej ke knize, kterou mág uloupí.
Spolu s Medivhem a vojenskou družinou se poté vydávají na králův příkaz vyhledat zdroj magie felu a zajmout pár živých zelených obrů k výslechu, leč jsou těmito orky přepadeni v lese. Medivh otočí magii felu proti nim a většinu jich pozabíjí. Jejich velitelé Blackhand, Durotan i Orgrim, kteří nebyli zkaženi felem, z bitvy prchají. Khadgar, ač není v magii tak zběhlý jako jiní mágové z důvodu zanechání studia a útěku od Medivha, dokáže zajmout jednu orkskou účastnici bitvy živou. Na první pohled je odlišná od ostatních orků a svými rysy připomíná více člověka, navíc zná od lidí zajatých orky jejich řeč. Představí se jako Garona, poloviční ork. Ve Stormwindu ji vyslýchá sám král a nabízí jí svobodu výměnou za informace o orcích. Ta poté zavede skupinku lidí k orkskému tábořišti v Černém močálu (anglicky Black Morass), kde se dozvídají o Gulʼdanově plánu přivést do Azerothu celou Hordu. Mezitím si Durotan při kochání azerothskou krajinou uvědomuje, že zkázu Draenoru způsobila právě Gulʼdanova magie fel – pokud nebude zastaven, čeká Azeroth stejný osud. Zabránit tomu půjde jedině v alianci s lidmi, a přestože je Orgrim vůči jeho plánu skeptický, sjedná si Durotan tajnou schůzku přímo s králem Llanem, který souhlasí.
Před výpravou na místo setkání Khadgar pečlivě studuje knihu, kterou ukradl v Medivhově knihovně. V ní se dozvídá více podrobností o felu a začíná si spojovat souvislosti. Nalézá jej však Medivh a všechny poznámky spálí s tím, že o fel se postará sám; chová se podivně, jinak než jindy. S informacemi z knihy a od Garony Khadgarovi dochází, že Gulʼdan nemohl Temný portál otevřít sám a někdo mu musel pomáhat na azerothské straně. S těmito skutečnostmi obeznámí Lothara.
Klan Frostwolf v čele s Durotanem a lidská skupina v čele s králem Llanem dorazí na místo setkání pod Černou skálou (anglicky Blackrock), přičemž Garona slouží jako tlumočnice, aby mohla být mezi Durotanem a Llanem uzavřena dohoda. Jenže obě jednající strany jsou napadeny Blackhandem a jeho špehy, kteří zachovávají slepou věrnost Gulʼdanovi. Obě skupiny z místa prchají pryč a Medivh z vysoké skály vyčaruje magickou bariéru, aby ochránil krále, ale nedokáže se soustředit a rozděluje tak lidskou družinu. Ta část, která zůstala za bariérou, je zmasakrována orky a Blackhand vlastnoručně popraví Lotharova jediného syna Callana.
Totálně vyčerpaného Medivha dopraví Khadgar s Garonou zpět do zřídla magie v Karazhanu. Tam si Khadgar všimne, že má Medivh v očích zelenou nákazu magie felu, proto se sám vydává do Dalaranu, mágského města, aby vyhledal pomoc u rady mágů Kirin Tor a zjistil, co je to Alodi, o které se zmiňovala ona ukradená kniha. Členové Kirin Tor, ač nebyli Khadgarovým příjezdem nadšeni, nakonec souhlasí a odvedou jej do věže s velkou, levitující černou krychlí, jež má poskytnout odpověď. Jenže tentokrát se ve stěně krychle objeví vchod, což se nikdy předtím nestalo. Khadgar sebere odvahu a vchází dovnitř. Uvnitř v naprosté temnotě na něj čeká onen duch, který mu odhalí úplnou pravdu. Vezme na sebe podobu stařeny, která mu poví, že musí zastavit Medivha, jenž je pod vlivem neznámého démona (jak hráči ví, nejvyššího Sargerase) a je skutečně zcela posedlý magií felu. Mezitím Blackhand rozpoutá čistku klanu Frostwolf a Orgrim tajně pomůže Drace a jejímu synovi uprchnout. Když Draku ostatní orkové dohání, pustí malého Goʼela v proutěném koši po proudu řeky a sama se pustí do marného boje. Durotan je následující den předveden ke Gulʼdanovi, který jej obviní ze zrady, avšak Durotan se hájí ctěním tradic a vyzývá Gulʼdana na tradiční rituální souboj o velitelství nad klanem, zvaný Makʼgora, z něhož má v tomto případě vzejít nový vůdce celé Hordy.
Během pěstního souboje na život a na smrt však Gulʼdan podvádí a magií felu vysává z Durotana životní sílu, čehož si přihlížející orkové samozřejmě všimnou. Gulʼdan tak Durotana nakonec zabije, ale ostatní orkové jsou z něj znechuceni, dokonce prohlásí, že Durotan nebyl zrádce, ale ctihodný ork. Gulʼdan tedy magií felu posílí Blackhanda (a zároveň jeho vůli zcela spoutá) a několik přihlížejících orků pro výstrahu jediným mávnutím rukou popraví. Mezitím Khadgar osvobodí Lothara, jehož Llane nechal uvěznit poté, co se rytíř ostře pohádal s Medivhem a jemuž dává za vinu smrt svého syna. Khadgar rytířovi vysvětlí, že Medivha ovládá zlo a je nutné jej ihned zastavit. Vydávají se proto na gryfovi do Karazhanu, kde nalézají Medivha v hrozivé podobě připomínající démona, jak odříkává zaklínadlo pro otevření Temného portálu, a bojují s ním i s jeho poslušným golemem. Boj je to samozřejmě nevyrovnaný, ovšem Khadgar vymyslí plán. Lothar naláká Medivha do zřídla magie, kam ve vhodný moment Khadgar teleportuje golemovo masivní tělo. Medivh je tak zastaven a Lothar se na křídlech gryfa vydává k Temnému portálu.
Mezitím u portálu svou část rituálu prováděl i Gulʼdan, který díky mnoha lidským obětem magií přiživoval portál. Ovšem s porážkou Medivha se portál uzavírá a do Temných močálů přichází král Llane a armáda Stormwindu, nic netušící o posledních událostech a o tom, že Durotan je mrtev a klan Frostwolf tak nemůže splnit svůj závazek. Jsou tak nuceni postavit se Hordě s úmyslem vysvobodit lidské zajatce. Do karet jim hraje Medivh, který na sklonku života a nyní již zbaven démonova vlivu dokončí rituál, a namísto na Draenor otevře portál do Stormwindu. Llane a vojsko se probije k portálu a osvobodí lidské zajatce, ale ještě než všichni stihnou prchnout, Medivh zemře, čímž se portál do Stormwindu uzavírá. Proti celé Hordě tak zbývá jen král Llane, Garona a malý počet původní legie. Ke královi se sápe Blackhand, aby jej osobně zabil a upevnil své místo v Hordě jakožto nejvyšší vojenský vůdce, je ovšem předběhnut Garonou. Na králův příkaz jej zabíjí, jedině tak se může zachránit a zachovat naději, že mezi lidmi a orky někdy může být nastolen mír. Garona je tak přijata zpět do Hordy, ač žalem zadržuje slzy – přece jen, má blíže k lidem, než k orkům.
Orkové slaví vítězství, ale přiletí k nim Lothar na svém gryfovi a dochází mu, jak bitva dopadla. Nalézá ostatky krále Llanea a Garoninu dýku zaraženou v králově krku, což jej silně zarmoutí, neboť si s Garonou vybudoval romantické pouto a není si vědom posledního králova příkazu. Je však sražen k zemi a probírá se uprostřed bojového kruhu, jelikož jej Blackhand vyzval na souboj Makʼgora. Uzme svůj meč a Blackhanda, vraha jeho jediného syna, svými hbitými údery lehko zabíjí. Tím si vyslouží respekt celé Hordy a orkové mu uhýbají stranou, ovšem Gulʼdan rázně odmítá – je však zastaven Garonou, ostatně jakékoliv porušení orkských tradic by vedlo ke Gulʼdanově zavržení Hordou. Lothar bere tělo svého krále a na gryfovi odlétá zpět do Stormwindu.
V království se koná Llanův pohřeb. Lothar je jmenován regentem Stormwindu a je uzavřena Aliance mezi lidskými královstvími, trpaslíky a elfy. Mezitím se novým vojenským náčelníkem Hordy stává Orgrim Doomhammer, který vylomí zub mrtvému Durotanovi, aby ho jednou předal malému Goʼelovi, neboť si je jistý, že někde žije. Na konci filmu na břehu řeky, daleko od Hordy, nalézá Goʼela neznámý muž. Jednoho dne malý ork vejde ve známost jako Thrall...

## Obsazení
| Travis Fimmel   | Sir Anduin Lothar                                      |
| Paula Pattonová | Garona, poloviční ork                                  |
| Ben Foster      | Medivh, Strážce Azerothu                               |
| Dominic Cooper  | Llane Wrynn, král Azerothu                             |
| Toby Kebbell    | Durotan                                                |
| Ben Schnetzer   | Khadgar                                                |
| Robert Kazinsky | Orgrim Doomhammer                                      |
| Daniel Wu       | Gul'dan                                                |
| Ruth Negga      | Lady Taria Wrynn, královna Azerothu a Lotharova sestra |
| Anna Galvinová  | Draka, žena Durotanova                                 |
| Terry Notary    | Grommash „Grom“ Hellscream                             |

## Produkce
Výroba filmu, na němž se jako partner podílela americká filmová produkční společnost Legendary Pictures, byla poprvé zmíněna v roce 2006. Snímek se natáčel od 13. ledna do 23. května 2014. Režisérem filmu je Duncan Jones. Na produkci spolupracovali Thomas Tull, Jon Jashni, Tessa Ross, Charles Roven, Alex Gartner, Stuart Fenegan a Chris Metzen. Hereckých rolí se zhostili Ben Foster, Travis Fimmel, Paula Patton, Dominic Cooper, Toby Kebbell a Rob Kazinsky. Produkce velkofilmu nakonec vyšla na nějakých 160 milionů dolarů.

## Uvedení a přijetí
Vysoce očekávaný herní příběh distribuční společnosti Universal měl v amerických kinech premiéru 10. června 2016. Za první víkend vydělal na tržbách necelých 24,2 milionu dolarů, čímž obsadil druhou příčku daleko za hororovým pokračováním V zajetí démonů 2 (The Conjuring 2) s více než 40 miliony a jen kousek před Podfukáři 2 (Now You See Me 2) s 22,4 milionu. Nástup filmu do amerických kin tak byl považován za propadák, zatímco celosvětové tržby z prvního víkendu ve výši 304 milionu dolarů signalizovaly lepší přijetí, zejména v Číně, která se na tržbách podílela téměř z poloviny.
Do českých kin snímek uvedla společnost CinemArt už od 9. června 2016, a to celkem ve 145 kinech. Za první víkend (od čtvrtka do neděle) jej v Česku zhlédlo celkem 123 865 diváků s tržbou téměř 19 milionů a stal se tak filmem s nejúspěšnější premiérou roku.